# 王建功
王建功（1936年8月—1998年），男，河北望都人，中华人民共和国政治人物，曾任第十二届中共中央候补委员、中共十二大代表、第七届全国人大代表。

## 生平
王建功是河北省望都县崔庄村人。1950年4月，随父至大同市上学。1956年4月，加入中国共产党。毕业于山西师范学院。1958年12月至1962年2月，山西浑源二中教师、教导处副主任，浑源县教育局视导组负责人；1962年2月至1968年8月，山西雁北地委组织部干事、地委秘书；1968年8月至1969年12月，雁山地革委“学习班”学员，“五·七”干校学员，地委政研室主任。1969年，担任中共山西省怀仁县委副书记。1976年升任县委书记、人武部第一政委。1980年，改任中共朔县县委书记、人武部第一政委。1981年，当选为共青团中央书记处书记。1983年，任阳泉市委书记、人武部第一政委；后改任太原市委书记、警备区第一政委。1984年，升任中共山西省委副书记，兼太原市委书记、警备区第一政委。1987年8月，免职，降职担任中共山东省泰安市委副书记、市长。1990年，任泰安市委书记、军分区党委第一书记。1991年，升任山东省人民政府副省长、党组成员。1994年调任中共黑龙江省委副书记。1998年，任黑龙江省人大常委会主任。